# Levetiracetam
Levetiracetam is de INN-benaming van een geneesmiddel uit de groep van anti-epileptica, dat ontwikkeld is door het Belgische farmaceutische bedrijf UCB Pharma. Het werd in 2000 in de Europese Unie toegelaten en wordt verkocht onder de merknaam Keppra, als tablet of drank.

## Indicatie
Levetiracetam wordt voorgeschreven voor de behandeling van verschillende types van epilepsie, zowel in monotherapie (zonder gebruik van andere geneesmiddelen) als adjuvante (aanvullende) therapie bij patiënten die reeds andere geneesmiddelen tegen epilepsie krijgen. Het middel is uitsluitend op doktersvoorschrift te verkrijgen. Levetiracetam wordt hoofdzakelijk als tablet geslikt, infusie mag slechts tijdelijk worden toegepast.

## Werking
De precieze manier waarop levetiracetam werkt, is nog onduidelijk. Het lijkt de werking te beïnvloeden van het zogenaamde synaptischeblaasjeseiwit 2A, dat voorkomt in de ruimten tussen zenuwen en een rol speelt bij de afgifte van chemische boodschappers uit de zenuwcellen. Hierdoor kan levetiracetam de elektrische activiteit in de hersenen stabiliseren en epileptische aanvallen voorkomen.

## Bijwerkingen
Levetiracetam heeft een aantal bijwerkingen. De meest voorkomende (bij meer dan 10% van de patiënten) zijn:
- nasofaryngitis (neus- en keelontsteking)
- slaperigheid
- krachteloosheid (zich zwak of vermoeid voelen).

Weinig (bij 1 tot 10%) voorkomende bijwerkingen zijn onder meer: maag-darmklachten (gebrek aan eetlust, diarree, buikpijn, misselijkheid); trillende handen; dubbel zien; duizeligheid; huiduitslag; gedrags- en stemmingsveranderingen (nervositeit, agressiviteit, depressieve gevoelens).